# Linus Roache
Linus Roache, född 1 februari 1964 i Manchester, brittisk skådespelare. Son till skådespelarna William Roache (som är känd för sin roll i Coronation Street) och Anna Cropper.

## Filmografi (urval)
- 1975 - Coronation Street, avsnitt #1.1485 (gästroll i TV-serie)
- 1994 – Kärlekens vindar (TV-serie)
- 1994 – Priest
- 1997 – Duvans vingslag
- 2002 – Hart's War
- 2003 – Beyond Borders
- 2004 – Chronicles of Riddick
- 2004 – The Forgotten
- 2005 – Batman Begins
- 2006 – Find Me Guilty
- 2008–2010 – I lagens namn (TV-serie)
- 2010 – Coronation Street (TV-serie)
- 2013-2018 – Vikings (TV-serie) King Egbert of Wessex
- 2014 – Non-Stop

## Fotnoter
1. 1 2  Library of Congress Authorities, USA:s kongressbibliotek, id-nummer i USA:s kongressbiblioteks katalog: nr98037660, läst: 25 september 2021.[källa från Wikidata]
2. ↑  Deutsche Nationalbibliothek (red.), läs online, läst: 25 september 2021.[källa från Wikidata]
3. ↑  Identifiants et Référentiels, Agence bibliographique de l'enseignement supérieur, idRef-ID SUDOC: 12524360X, läst: 25 september 2021.[källa från Wikidata]
4. ↑  läs online, www.cssd.ac.uk .[källa från Wikidata]
5. ↑  Gemeinsame Normdatei, Deutsche Nationalbibliotheks katalog-id-nummer: 1417276677749153-1, läst: 25 september 2021.[källa från Wikidata]
6. ↑  Bibliothèque nationale de France, BnF Catalogue général : öppen dataplattform, id-nummer i Frankrikes nationalbiblioteks katalog: 14221011c, läst: 25 september 2021.[källa från Wikidata]